# Sør-Hidle

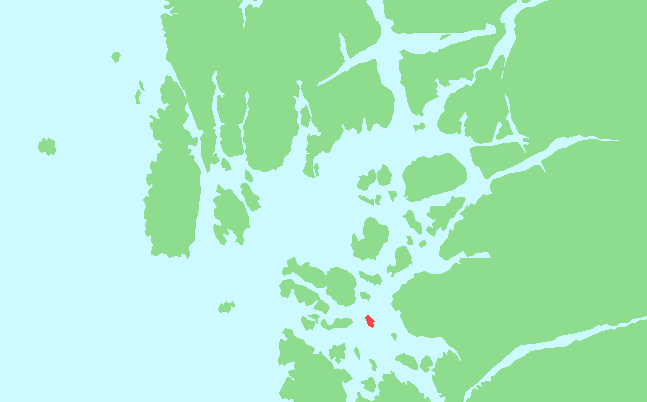
Sør-Hidle în Rogaland

Sør-Hidle, denumită și simplu Hidle, este o insulă locuită din Horgefjord, care aparține comunei Strand din provincia norvegiană Rogaland.

## Geografie
Este situată în mijlocul fiordului la aproximativ patru kilometri vest de continent, la sud-vest de Tau. Centrul orașului Stavanger se află la aproximativ nouă kilometri sud-vest. Insulele mai mari din vecinătate sunt Heng în sud-est, Horge în sud, Hidlekjeøya, Åmøy, Store Prestholmen și Litle Prestholmen în vest și Rennesøy, Brimse și Talgje în nord. Imediat lângă pintenul de nord-estic se află insula Maglaholmen.
În direcția nord-sud, insula se întinde pe aproximativ doi kilometri și are până la un kilometru lățime. Cea mai înaltă altitudine este Kråkeberg la 81 de metri în partea de sud a insulei. Linia de coastă a insulei este caracterizată de mai multe golfuri. Rudlenesvika în nord, Seiavika, Hidlevågen și Grønevik în est și Vestre Vågen și Dalstøvika în vest.

## Locuri și monumente

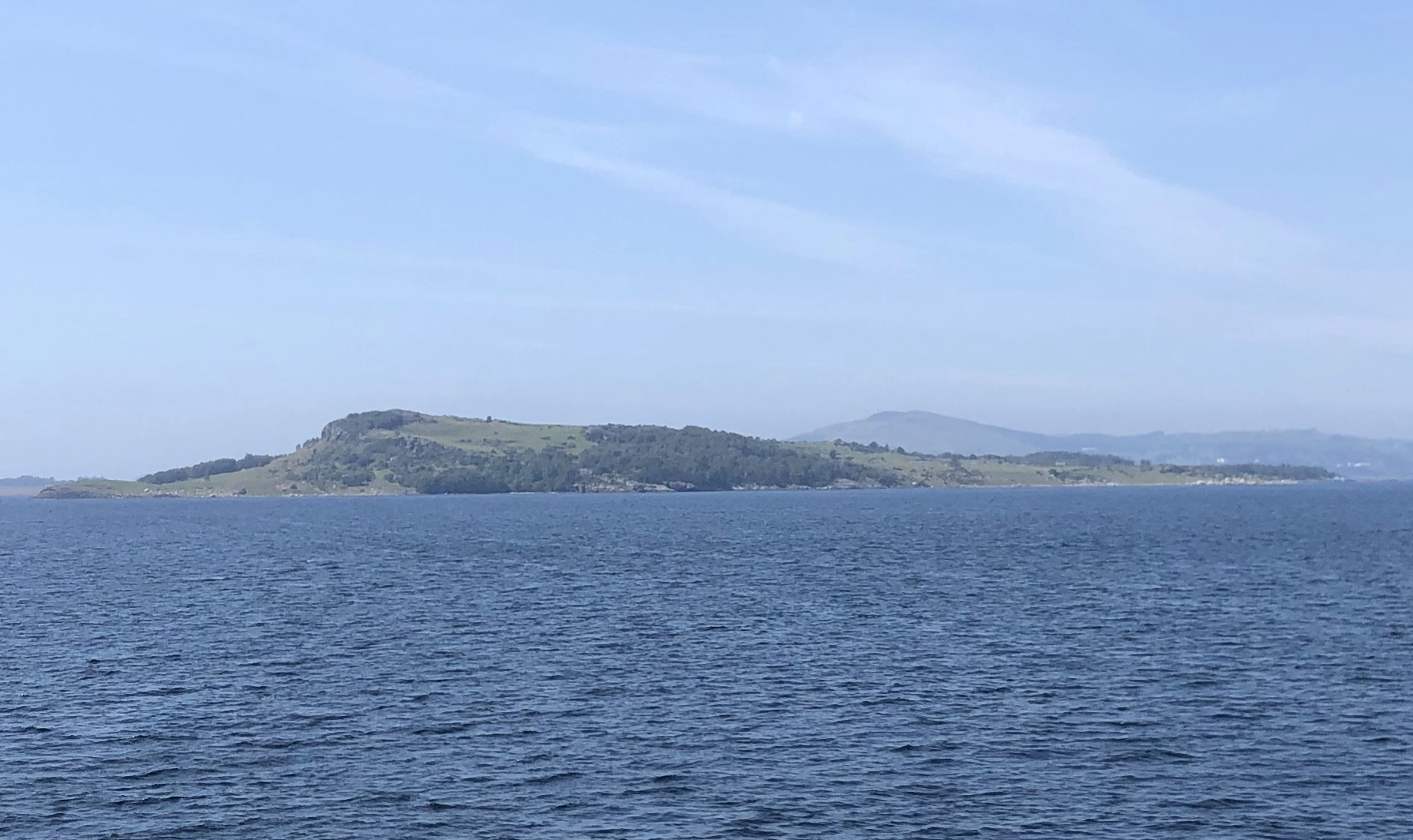
Sør-Hidle, vedere dinspre sud-est (2019)

Insula este proprietate privată și a fost achiziționată în 1965 de grădinarii Åsmund și Else Marie Bryn. Au plantat 3.000 de molizi Sitka și pini de pădure pentru a-i proteja de vânturile puternice. Aproximativ 500 dintre copaci s-au păstrat și formează o pădure. Din 1980, au fost cultivate plante pentru grădina familiei pe o suprafață de 4.000 m² în nordul insulei. Această grădină a fost extinsă continuu și a atras o mulțime de vizitatori. Grădina botanică Flor & Fjære există din 1987, incluzând un restaurant deschis în 1995 și o grădină de palmieri.
În 2016 grădina a avut în jur de 35.000 de vizitatori. În 2007, regina norvegiană Sonja a Norvegiei și-a sărbătorit 70 de ani de naștere pe insulă.
Există 26 de situri arheologice și monumente culturale pe insulă. Tunelul Ryfylke, parte a sistemului de tuneluri Ryfast, trece pe sub partea de sud a insulei și merge de la Stavanger la Tau.